# Уилки, Жан Батист
Жан Батист Уилки (англ. Jean Baptiste Wilkie; 1803—1886) — один из лидеров канадских метисов в XIX веке.
Жан Батист Уилки родился в 1803 году. Его отцом был Александр Уилки, который примерно в 1800 году приехал в Канаду из Шотландии и работал на Компанию Гудзонова залива. Его мать 
Межекамкийкок (Mezhekamkijkok) происходила из индейского народа оджибве.
Приблизительно в 1823 году Уилки женился на Амабль Азюр. Одна из его дочерей, Мэделин (1837—1885), вышла замуж за известного лидера канадских метисов и одного из руководителей Северо-Западного восстания Габриэля Дюмона.
Со временем Уилки становится лидером метисов в районе Пембина, области, расположенной на севере современного американского штата Северная Дакота. 15 июня 1840 года он был избран старшим капитаном среди всех предводителей метисов. Жан Батист Уилки ездил в Вашингтон и встречался с президентом США Авраамом Линкольном. В 1860-х годах Уилки заключил мир между метисами и сиу, прекратив многолетнюю вражду.
Скончался Жан Батист Уилки в 1886 году. Его многочисленные потомки проживают в настоящее время на территории Северной Дакоты, Саскачевана, Манитобы и Монтаны.